# Jetmira Dusha
Jetmira Dusha też jako: Jetmira Lubonja (ur. 4 kwietnia 1955 w Fierze) – albańska aktorka.

## Życiorys
W dzieciństwie występowała w Pałacu Pionierów, gdzie jej talent został dostrzeżony przez reżysera Esata Oktrovę. Po ukończeniu szkoły pedagogicznej, w 1974 rozpoczęła studia na wydziale aktorskim Instytutu Sztuk w Tiranie. Od 1980 pracowała w Teatrze Ludowym (alb. Teatri Popullor) w Tiranie. Zadebiutowała na scenie narodowej rolą Dei w sztuce Tragjedia e fundit e Deas. Na tej scenie zagrała ponad 20 ról. Występowała także w Teatrze Bylis w Fierze.
Na dużej scenie zadebiutowała w roku 1980. Zagrała w 10 filmach fabularnych, w trzech były to role główne.
W 1990 wyemigrowała do Niemiec. Po kilku latach powróciła z emigracji i podjęła pracę w Narodowym Centrum Kultury w Tiranie. Sporadycznie występuje na deskach sceny narodowej.

## Role filmowe
- 1980: Gëzhoja e vjetër jako Deshira Kado
- 1980: Mengjeze te reja jako Nora
- 1981: Kur po xhirohej nje film jako Jeta
- 1984: Enderr per nje karrige jako Moza
- 1984: Gjurme ne debore jako pielęgniarka
- 1985: Guret e shtepise sime
- 1986: Kronike e atyre viteve
- 1987: Telefoni i një mëngjesi jako Lumja
- 1988: Tre vetë kapërcejnë malin jako żona Kiço
- 1988: Shpresa jako Drita, żona Vasila
- 1989: Djali elastik jako matka
- 1989: Kush e solli Doruntinen jako Rebeka